# 1976년 동계 올림픽 산마리노 선수단

1976년 동계 올림픽 산마리노 선수단은 오스트리아 인스브루크에서 개최된 1976년 동계 올림픽에 참가한 올림픽 산마리노 선수단이다. 산마리노 사상 첫 동계 올림픽 참가이기도 하다.
총 두 명의 선수 (전부 남성)가 알파인스키 한 종목에 출전하였으며, 저조한 실력으로 메달 순위권에 들지는 못했다.

## 알파인스키
남자부
| 선수                  | 종목   | 1차     | 1차  | 2차     | 2차  | 총합    | 총합 |
| 선수                  | 종목   | 시간    | 순위 | 시간    | 순위 | 시간    | 순위 |
| --------------------- | ------ | ------- | ---- | ------- | ---- | ------- | ---- |
| 조르조 체케티         | 대회전 | 2:37.15 | 82   | 2:41.02 | 51   | 5:18.17 | 51   |
| 마우리치오 바티스티니 | 대회전 | 2:33.33 | 81   | DNF     | –    | DNF     | –    |
| 마우리치오 바티스티니 | 회전   | DNF     | –    | –       | –    | DNF     | –    |

## 참조
- 올림픽 공식 결과 보관됨 2012-02-04 - 웨이백 머신